# National Basketball League 2004-2005
La National League Basketball 2004-2005 è stata la 27ª edizione della National Basketball League, la massima lega di basket australiana.

## Squadre partecipanti
- Adelaide 36ers
- Brisbane Bullets
- Cairns Taipans
- Hunter Pirates
- Illawarra Hawks
- Melbourne United
- N.Z. Breakers
- Perth Wildcats
- Sydney Kings
- Townsv. Crocodiles
- Sydney Spirit

## Regular Season

### Classifica
|     | Squadra            | G  | V  | P  | PF    | PS    |
| --- | ------------------ | -- | -- | -- | ----- | ----- |
| 1.  | Sydney Kings       | 32 | 21 | 11 | 3.234 | 3.073 |
| 2.  | Illawarra Hawks    | 32 | 20 | 12 | 3.164 | 2.994 |
| 3.  | Townsv. Crocodiles | 32 | 19 | 13 | 3.512 | 3.398 |
| 4.  | Adelaide 36ers     | 32 | 19 | 13 | 3.291 | 3.185 |
| 5.  | Brisbane Bullets   | 32 | 17 | 15 | 3.366 | 3.314 |
| 6.  | Melbourne United   | 32 | 17 | 15 | 3.226 | 3.205 |
| 7.  | Perth Wildcats     | 32 | 17 | 15 | 3.211 | 3.158 |
| 8.  | Hunter Pirates     | 32 | 15 | 17 | 3.269 | 3.319 |
| 9.  | Sydney Spirit      | 32 | 11 | 21 | 3.027 | 3.203 |
| 10. | Cairns Taipans     | 32 | 11 | 21 | 3.033 | 3.213 |
| 11. | N.Z. Breakers      | 32 | 9  | 23 | 3.098 | 3.369 |

## Playoffs

### Brisbane - Hunter
| Brisbane 23 febbraio 2005 | Brisbane Bullets | 113 – 99 | Hunter Pirates | Brisbane Convention Centre (2.628 spett.) |

### Melbourne - Perth
| Melbourne 24 febbraio 2005 | Melbourne United | 108 – 88 | Perth Wildcats | State Netball and Hockey Centre (2.352 spett.) |

### Adelaide - Brisbane
| Adelaide 25 febbraio 2005 | Adelaide 36ers | 110 – 125 | Brisbane Bullets | Adelaide Arena (N/A spett.) |

### Townsville - Melbourne
| Townsville 26 febbraio 2005 | Townsv. Crocodiles | 112 – 100 | Melbourne United | Townsville Entertainment Centre (5.257 spett.) |

### Sydney - Brisbane

#### Gara 1
| Sydney 1 marzo 2005 | Sydney Kings | 113 – 79 | Brisbane Bullets | Sydney Entertainment Centre (4.350 spett.) |

#### Gara 2
| Brisbane 4 marzo 2005 | Brisbane Bullets | 105 – 111 | Sydney Kings | Brisbane Convention Centre (4.000 spett.) |

### Wollongong - Townsville

#### Gara 1
| Wollongong 2 marzo 2005 | Illawarra Hawks | 100 – 84 | Townsv. Crocodiles | WIN Entertainment Centre (4.078 spett.) |

#### Gara 2
| Townsville 5 marzo 2005 | Townsv. Crocodiles | 105 – 109 | Illawarra Hawks | Townsville Entertainment Centre (5.257 spett.) |

### Finale

#### Gara 1
| Sydney 11 marzo 2005 | Sydney Kings | 96 – 73 | Illawarra Hawks | Sydney Entertainment Centre (6.247 spett.) |

#### Gara 2
| Wollongong 13 marzo 2005 | Illawarra Hawks | 80 – 105 | Sydney Kings | WIN Entertainment Centre (5.820 spett.) |

#### Gara 3
| Sydney 19 marzo 2005 | Sydney Kings | 112 – 85 | Illawarra Hawks | Sydney Entertainment Centre (8.878 spett.) |

## Vincitore
| Campioni NBL 2004-2005   |
| ------------------------ |
| Sydney Kings (3º titolo) |

## Statistiche
| Categoria               | Giocatore     | Squadra                | Stat  |
| ----------------------- | ------------- | ---------------------- | ----- |
| Punti per gara          | Brian Wethers | Hunter Pirates         | 23,9  |
| Rimbalzi per gara       | Chris Burgess | Cairns Taipans         | 13,5  |
| Assist per gara         | Darnell Mee   | Wollongong Hawks       | 7,7   |
| Palle rubate per gara   | Luke Kendall  | Sydney Kings           | 2,8   |
| Stoppate per gara       | Simon Dwight  | West Sydney Razorbacks | 2,9   |
| Percentuale dal campo   | Rosell Ellis  | Perth Wildcats         | 62,3% |
| Percentuale da 3        | Oscar Forman  | Adelaide 36ers         | 49,5% |
| Percentuale tiri liberi | Ricky Grace   | Perth Wildcats         | 95,0% |

## Premi
- NBL Most Valuable Player: Brian Wethers, Hunter Pirates
- NBL Defensive Player of the Year: Darnell Mee, Wollongong Hawks
- NBL Most Improved Player of the Year: Peter Crawford, Perth Wildcats
- NBL 6th Man of the Year: Brad Newley, Townsville Crocodiles
- NBL Rookie of the Year: Brad Newley, Townsville Crocodiles
- NBL Finals MVP: Jason Smith, Sydney Kings
- NBL Coach of the Year: Adrian Hurley, Hunter Pirates

- All-NBL Team
  - Darnell Mee, Wollongong Hawks
  - Jason Smith, Sydney Kings
  - Brian Wethers, Hunter Pirates
  - Chris Burgess, Cairns Taipans
  - Mark Bradtke, Melbourne Tigers